# Rio Gilo
O rio Gilo é um curso de água da região de Gambela no sudoeste da Etiópia. Também é conhecido por uma variedade de nomes, a saber: Gelo, na língua Gimira de Dizu chamam-lhe "Mene", enquanto em língua Gemira de Chako é chamado de "Owis", e em língua Amhara de Oromo. Os colonos europeus do século XX conheciam-no pelo nome de "Bako".
Desde a sua origem no Planalto da Etiópia, perto de Mizan Teferi, corre para oeste, através do Lago de Tata para se juntar ao rio Pibor na Fronteira Etiópia-Sudão do Sul. As águas combinadas destes dois rios juntam-se no rio Sobat e deste no Nilo Branco.
Situado entre o rio Baro e rio Akobo, o rio Gilo corre através da área de Baro, uma parte da Etiópia que se projecta para o oeste no Darfur.
O vale do rio foi submetido a uma grande quantidade de prospecção de ouro antes da II Guerra Mundial e na década de 1950 do século XX, mas não foi encontrado o suficiente para fazer a extracção comercialmente viável.